# ورزشگاه آتاترک اسکی‌شهر
ورزشگاه آتاترک اسکی‌شهر (به ترکی استانبولی: Eskişehir Atatürk Stadyumu) یک ورزشگاه چندمنظوره است که غالباً برای مسابقات فوتبال مورد استفاده قرار می‌گیرد. در اسکی‌شهر به سال ۱۹۵۳ با گنجایش استاندارد ۱۳٬۵۲۰ بنا شده‌است. در حال حاضر بازی‌های خانگی باشگاه فوتبال اسکی‌شهراسپور در این ورزشگاه برگزار می‌شود. این ورزشگاه به نام آتاترک رهبر سابق و بنیانگذار ترکیه نوین نامگذاری شده‌است.